# KVTK

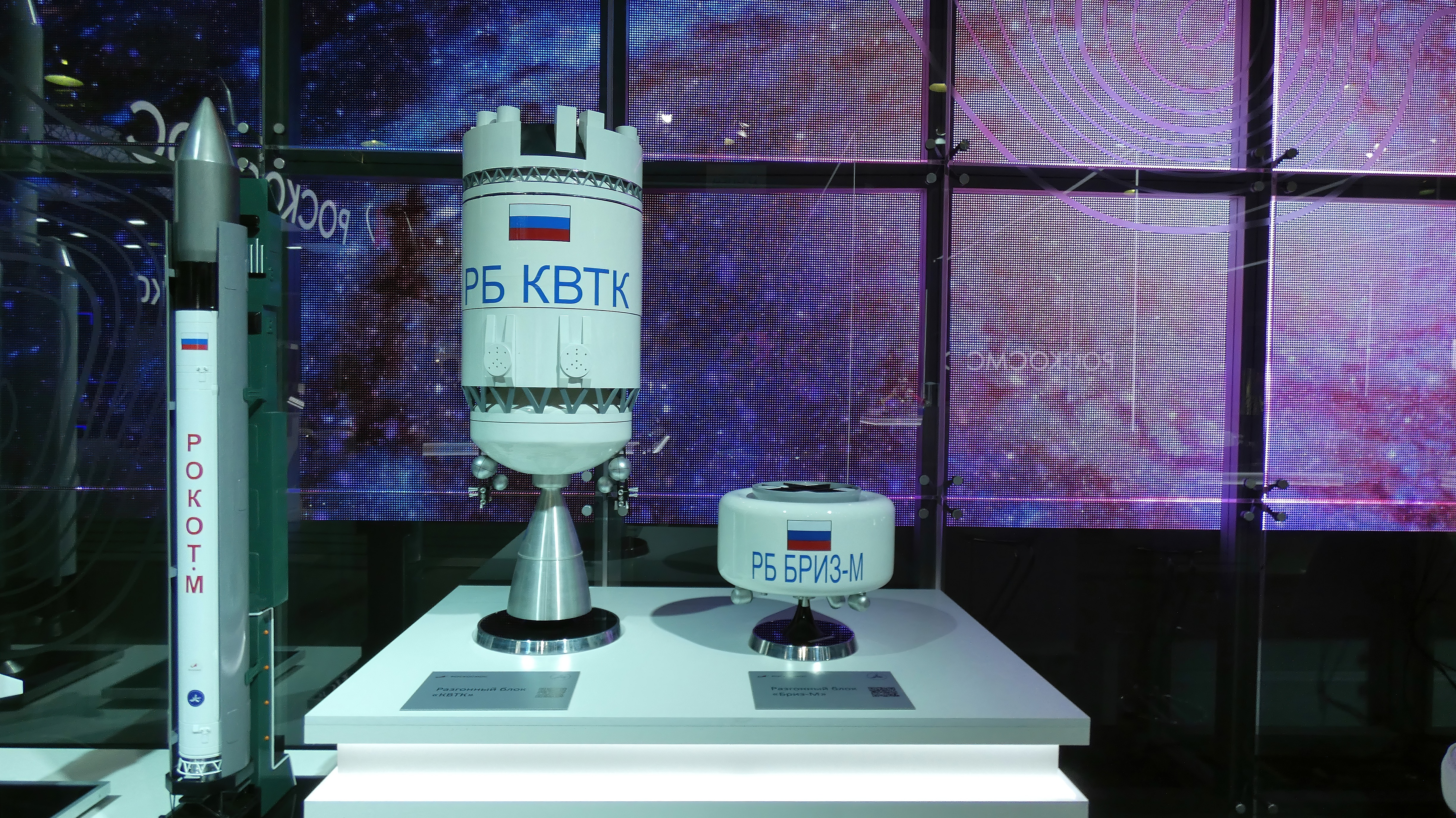

KVTK는 러시아가 개발중인 앙가라 로켓의 상단 로켓이다.

## 역사
러시아 로켓에 최초로 사용되는 액체수소 로켓이다. 추력 7톤에 액체산소/액체수소를 추진제로 사용한다.
러시아는 예전에 인도의 GSLV 개발 당시 액체수소 로켓 엔진인 KVD-1을 개발한 적이 있으나, 러시아 로켓에 사용한 적은 없다.
5회 재점화가 가능하다.

## 같이 보기
- 안가라 (로켓)